# Harry Mitchell

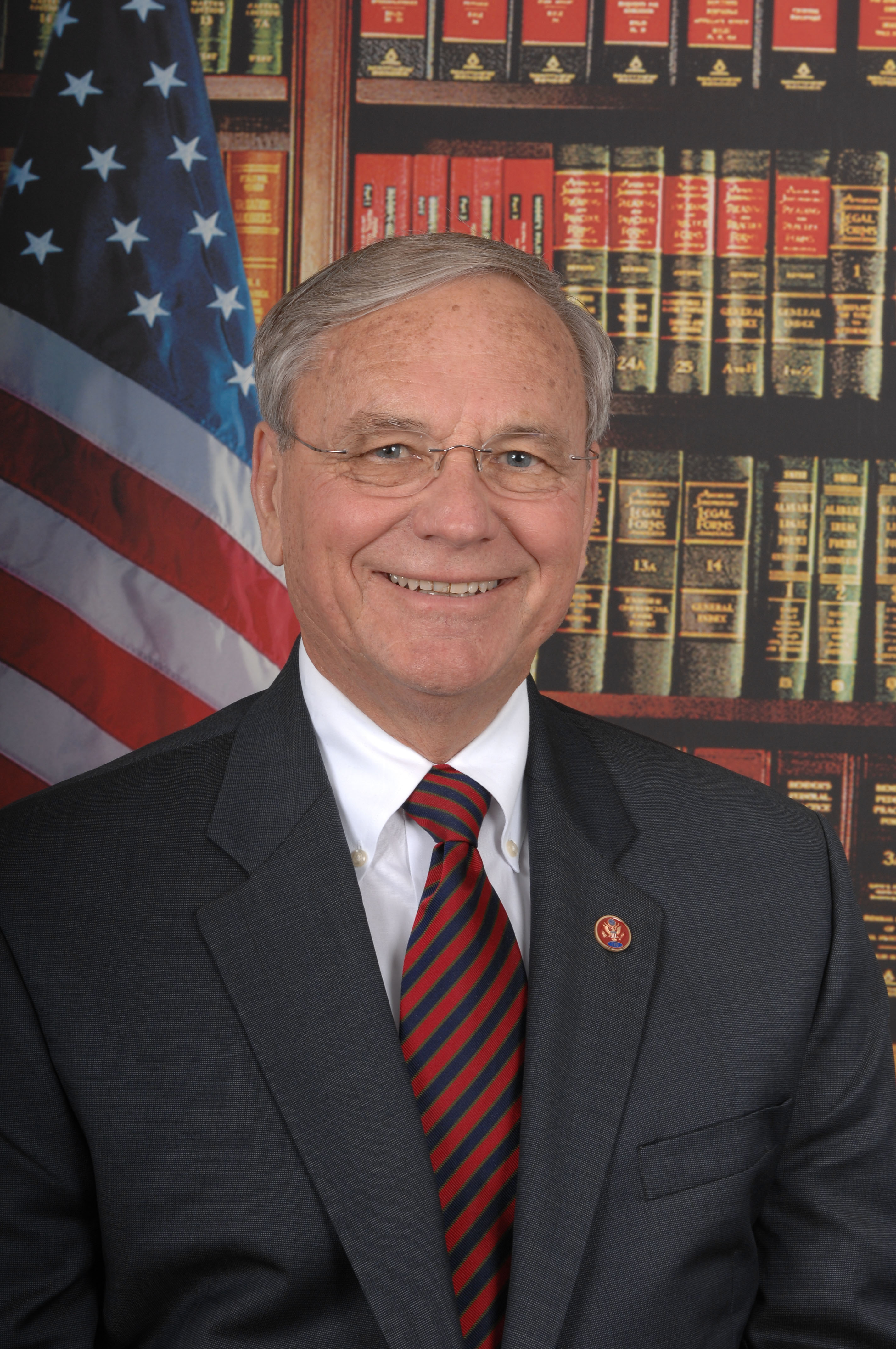
Harry E. Mitchell

Harry E. Mitchell (* 18. Juli 1940 in Phoenix, Arizona) ist ein US-amerikanischer Politiker und war von 2007 bis 2011 Abgeordneter im Repräsentantenhaus der Vereinigten Staaten.
Mitchell studierte an der Arizona State University in Tempe und erhielt dort 1962 seinen Bachelor of Arts sowie 1980 seinen Master of Public Administration. Er arbeitete 28 Jahre lang von 1964 bis 1992 als Lehrer an der Tempe High School und war außerordentlicher Professor an der Arizona State University. Von 1970 bis 1978 gehörte er dem Stadtrat von Tempe an und war von 1978 bis 1994 der Bürgermeister der Stadt. In Anerkennung seiner Verdienste als Bürgermeister wurde eine Statue von ihm aufgestellt und das Regierungsgebäude der Stadt in Harry E. Mitchell Government Complex umbenannt.
Von 1999 bis 2006 war Mitchell Senator im Senat von Arizona. Im Jahr 2006 hatte er das Amt des Vorsitzenden der Demokratischen Partei von Arizona inne und wurde für seine Partei in den 110. Kongress gewählt, wo er den Bundesstaat Arizona im Repräsentantenhaus der Vereinigten Staaten vertrat.
Mitchell ist verheiratet und hat zwei Kinder.